# Ipomoea eriocalyx
Ipomoea eriocalyx är en vindeväxtart som beskrevs av Carl Daniel Friedrich Meisner. Ipomoea eriocalyx ingår i släktet praktvindor, och familjen vindeväxter. Inga underarter finns listade i Catalogue of Life.